# Stade Olympique de la Pontaise
Das Stade Olympique de la Pontaise ist ein Fussballstadion mit Leichtathletikanlage in der Schweizer Stadt Lausanne im Kanton Waadt. Es war die Heimspielstätte des Fussballclubs FC Lausanne-Sport bis 2020. Seit dessen Umzug in das neue Stade de la Tuilière nutzt der FC Stade Lausanne-Ouchy das Stadion für seine Heimspiele (seit 2021).
Der FC Le Mont trug während der Challenge League 2009/10 ebenfalls seine Heimspiele in der Pontaise aus.

## Geschichte
Das Stadion wurde 1954 eingeweiht und ist im Besitz der Stadt. Es bietet 15'786 Sitzplätze. Im Stade Olympique wurden während der Fussball-Weltmeisterschaft 1954 fünf Spiele ausgetragen, darunter die «Hitzeschlacht von Lausanne» zwischen Österreich und der Schweiz (7:5). Jährlich findet im Stadion die internationale Leichtathletik-Veranstaltung Athletissima statt. Den Namenszusatz «Stade Olympique» verdient sich das Stadion nicht, weil dort einmal Olympische Spiele stattgefunden hätten, sondern weil Lausanne seit 1915 Sitz des Internationalen Olympischen Komitees (IOC) ist.
Am 8. November 2020 wurde das letzte Spiel im Stadion von Lausanne-Sport gegen den FC Lugano ausgetragen. Daraufhin wurde das neue reine Fussballstadion Stade de la Tuilière neue Heimat des FC Lausanne-Sport. Das Stade Olympique sollte danach abgebrochen werden. An der Stelle des Stadions sollte im Rahmen des Projekts «Métamorphose» ein neues ökologisches Stadtviertel mit 2000 Wohnungen entstehen. Die Bevölkerung von Lausanne hatte im September 2009 eine Initiative zur Erhaltung des Fussball- und Leichtathletikstadions abgelehnt. Im Juli 2020 wollte eine Expertenkommission die Anlage als Kulturgut nationaler Bedeutung unter Schutz stellen lassen.
Im September 2020 wurde bekannt, dass das Stade Olympique für 4,285 Mio. Schweizer Franken (rund vier Mio. Euro) saniert werden soll. Damit soll es als Austragungsort der Athletissima, bis 2026 im Rahmen der Diamond League, gesichert werden und als Austragungsort des 77. Eidgenössischen Turnfestes (ETF), das 2025 in Lausanne stattfinden soll, dienen. Geplant sind die Verlängerung der Aufwärmbahn unter der Südtribüne um 20 Meter, eine zweite Krankenstation in der Nähe der Ankunftsbereiche und ein Bereich für Dopingkontrollen unter der Nordtribüne. Im Startbereich der 110-Meter-Hürden soll der Betonüberhang verschwinden. Des Weiteren sollen die Bedingungen für die Medienberichterstattung verbessert werden. Geplant sind neue Einrichtungen für Fernsehübertragungswagen, die Schaffung von zehn zusätzlichen Zugangspunkten für Glasfaseroptik für die schnelle Datenübermittlung sowie die Modernisierung der Stromversorgung im gesamten Stadion. Die Ton-, Bild- und Lichtsteuerung soll ebenfalls modernisiert werden. Die Arbeiten sollen beginnen, sobald ein Kredit vom Gemeinderat genehmigt wird.